# Tomás Quintana Roo
Tomás Domingo Quintana Roo (Mérida, Yucatán; 1789 - ibidem; 1860) fue un sacerdote novohispano a su nacimiento y mexicano a su fallecimiento, ambos ocurridos en Mérida, Yucatán. Fue diputado al Congreso del Estado de Yucatán. Junto con su familia profesó el pensamiento liberal. Hijo de José Matías Quintana y María Ana Roo descendientes de colonos canarios que se establecieron en la península de Yucatán en el siglo XVIII. Hermano menor del patricio Andrés Quintana Roo.

## Datos biográficos
Estudió la carrera sacerdotal en el Seminario Pontificio de San Ildefonso, en Mérida, Yucatán donde fue ordenado el año de 1813, poco después de haberse iniciado la gesta libertadora de México. Obtuvo el doctorado en cánones y teología en la Universidad Literaria. Precisamente el año de la consumación de la independencia mexicana, en 1821, se hizo cargo de la parroquia de Dzidzantún, en su estado natal. Más tarde ofició en la iglesia de Yobaín y en 1824 se hizo cargo de la de Cacalchén, ambas también en Yucatán. Su conocimiento de la lengua maya le permitía ejercer su curato en las poblaciones mayoritariamente indígenas como las señaladas.
En Mérida, la ciudad capital de Yucatán, estuvo a cargo de las parroquias de Santa Ana y de Santiago, ambos barrios de indígenas en aquel entonces. En esta última parroquia estuvo durante 24 años distinguiéndose su servicio por favorecer la formación intelectual de jóvenes con escasos recursos económicos. Fue el caso de Crescencio Carrillo y Ancona, quien llegó a ser obispo de Yucatán en las postrimerías del siglo XIX.